# Trogon elegans
El trogón elegante, coa elegante, surucuá elegante o viuda roja (Trogon elegans) es una especie de ave de la familia Trogonidae nativa de Centroamérica y Norteamérica.

## Distribución y hábitat
El área de distribución del trogón elegante incluye el sur de los Estados Unidos, México, Guatemala, El Salvador, Honduras, y el norte de Costa Rica. Habita los niveles más bajos de bosques abiertos semiáridas.

## Descripción
T. elegans alcanza un tamaño de 28-30 cm y pesa 65-67 g. Existe dimorfismo sexual, ya que el machos y hembras tienen un plumaje diferente. Ambos sexos tienen un pico amarillo y la parte inferior de la cola es blanca con barras horizontales negras.
El macho tiene la cabeza y la parte superior del pecho y la espalda de color verde oscuro metálico. El rostro es negro, la garganta y el pecho de color negro, la parte inferior del pecha y vientre son rojo-anaranjado. Las alas son de color gris en la parte superior. La hembra tiene un plumaje de color bronce metálico. La parte superior del abdomen es blanco, y detrás del ojo tiene una pequeña franja blanca vertical.

## Comportamiento
Se alimentan de fruta y insectos, a menudo capturados durante el vuelo. Sus picos anchos y piernas débiles reflejan su dieta y hábitos arborícolas. Aunque su vuelo es rápido, no están dispuestos a volar si no es necesario. Para cazar insectos prefieren mantenerse inmóviles esperando oportunidades de caza desde una percha.
Anidan a una altura de 2-6 m en una cavidad en árboles, por lo general de un nido abandonado de pájaros carpintero. La hembra suele poner entre 2 y 3 huevos.

## Subespecies
Se distinguen las siguientes subespecies:
- Trogon elegans ambiguus Gould, 1835
- Trogon elegans canescens Van Rossem, 1934
- Trogon elegans elegans Gould, 1834
- Trogon elegans goldmani Nelson, 1898
- Trogon elegans lubricus J. L. Peters, 1945